# لواء قصبة إربد
لواء قصبة إربد هو تقسم إداري ثاني يتبع محافظة إربد شمال الأردن، مركزه مدينة إربد.  بلغ عدد سكانه في عام 2009 حوالي 430,670 نسمة.

## التقسيم الإداري
يضم هذا  اللواء  كل من المدن والبلدات التالية:  إربد،  حوارة،  كفر يوبا،  بيت راس،  بشرى، المغير،  علعال ،  سال،  حكما،  سوم،  زحر، بيت يافا،  فوعرة، دوقرة، ججين،  كفر جايز،  مرو ، تقبل،  كفر رحتا،  أسعرة، جمحة،  ناطفة،  هام، أم الجدايل ، حور، الوصيفة.